# Talen in China
In China worden veel verschillende talen gesproken. De grootste groep vormt de Chinese taalgroep. Meestal worden met de term Chinees talen uit deze groep bedoeld. Hiervan is het Mandarijn veruit het grootst. Hoewel de Sinitische taalgroep vaak worden samengevat onder de noemer Chinees vormen zij taalkundig gezien aparte talen, die onderling niet of nauwelijks worden begrepen.
De Chinese standaardtaal is het Standaardmandarijn, gebaseerd op het dialect van Peking. Deze taal wordt onderwezen in de scholen en gebruikt door de overheid en is de officiële taal in de Volksrepubliek, op Taiwan en een van de vier officiële talen in Singapore. In de Volksrepubliek zijn door de regering 56 minderheden erkend. Hun talen hebben in de door hen bewoonde gebieden een officiële status, naast het Standaardmandarijn.
Belangrijke minderheidstalen zijn het Tibetaans in Tibet, het Oeigoers in Xinjiang het Mongools in Binnen-Mongolië, waar Tibetaans, Oeigoers en Mongools gesproken, talen van een andere taalfamilie. In Guangdong, Hongkong, Macau en omgeving wordt Kantonees gesproken en naast het Standaardmandarijn ook geschreven. Vanwege hun koloniale verleden zijn Engels in Hongkong Portugees in Macau nog steeds belangrijk.
In de grensstreken worden ook Kazachs, Tadzjieks, Kirgizisch en Koreaans gesproken, in de provincies Yunnan en Guangzi worden veel talen uit de Tai, de Miao-Yao en de Austroaziatische taalfamilies gesproken.

## Talen

De verspreiding van talen en taalfamilies in China

De gesproken talen van nationaliteiten die deel uitmaken van de Volksrepubliek China behoren tot ten minste negen taalfamilies: 
- De Sino-Tibetaanse familie: 19 officiële etniciteiten (inclusief de Han en Tibetanen)
- De Tai-Kadai-familie: verschillende talen die worden gesproken door de Zhuang, de Buyi, de Dai, de Dong en de Hlai (Li) . 9 officiële etniciteiten.
- De Hmong-Mien-familie: 3 officiële etniciteiten
- De Austroaziatische familie: 4 officiële etniciteiten (de De'ang, Blang, Gin (Vietnamezen) en Wa)
- De Turkse familie: Oeigoeren, Kazachen, Salars, enz. 7 officiële etniciteiten.
- De Mongoolse familie: Mongolen, Dongxiang en aanverwante groepen. 6 officiële etniciteiten.
- De Toengoezische familie: Mantsjoes (voormalig), Hezhe (Nanai), etc. 5 officiële etniciteiten.
- De Koreaanse familie: Koreaans
- De Indo-Europese familie: 2 officiële etniciteiten (de Russen en Tadzjieken (eigenlijk Pamiri's). Er is ook een sterk door het Perzisch beïnvloede Äynu-taal die wordt gesproken door het Äynu-volk in het zuidwesten van Xinjiang die officieel als Oeigoeren worden beschouwd.
- De Austronesische familie: 1 officiële etniciteit (de Gaoshan (Taiwanese aboriginals), die vele talen van de Formosaanse tak spreken), 1 onofficieel (de Utsuls, die de Tsat-taal spreken maar als Hui worden beschouwd.)

Hieronder vindt u lijsten met etnische groepen in China volgens taalkundige classificatie. Etniciteiten die niet op de officiële lijst van 56 etnische groepen in de VRC staan, worden cursief weergegeven. Pinyin-transliteraties en Chinese karakters (zowel vereenvoudigd als traditioneel) worden respectievelijk ook gegeven. 

### Sino-Tibetaans
- Sinitisch 
  - Chinees/Han, Hàn, 汉, 漢
    - Mandarijn Chinees/Guanhua, Guānhuà, 官话, 官話
    - Jin Chinees, jìn, 晋, 晉
    - Wu Chinees, ngu, 吴, 吳
      - Shanghainees

    - Huizhou Chinees, Huī, 徽
    - Kantonees, Yuè, 粤
      - Standaardkantonees

    - Ping Chinees, Píng, 平
    - Gan Chinees, Gàn, 赣, 贛
    - Xiang Chinees, Xiāng, 湘
    - Hakka-Chinees, Kèjiā, 客家
    - Min Chinees, Mǐn, 闽, 閩
      - Zuidelijk Min
        - Chaozhou-Chinees, Cháoshàn, 潮汕

      - Oostelijk Min
      - Pu-Xian Min
      - Leizhou Min
      - Hainanees
      - Noordelijk Min
      - Centraal Min
      - Shao-Jiang Min

  - Bai, Bái, 白
- Tibeto-Birmaans
  - Tujia, Tǔjiā, 土家
  - Qiangisch
    - Qiang, Qiāng, 羌
      - Noordelijk Qiang
      - Zuidelijk Qiang

    - Pumi / Prinmi, Pǔmǐ, 普米
    - Baima, Báimǎ, 白马, 白馬
    - Tangut, Xīxià, 西夏 (uitgestorven)

  - Bodisch
    - Tibetaanse talen, Zàng, 藏
      - Centraal Tibetaans
      - Amdo Tibetaans
      - Khams Tibetaans

    - Lhoba, Luòbā, 珞巴
    - Monpa, Ménbā, 门巴, 門巴

  - Lolo–Birmaans–Naxi 
    - Birmaans
      - Achang, Āchāng, 阿昌

    - Lolo
      - Yi, Yí, 彝
      - Lisu, Lìsù, 傈僳
      - Lahu, Lāhù, 拉祜
      - Hani, Hāní, 哈尼
      - Jino, Jīnuò, 基诺, 基諾

    - Nakhi / Naxi, Nàxī, 纳西, 納西

  - Jingpho-Nungisch-Luisch
    - Jingpho, Jǐngpō, 景颇, 景頗
    - Derung, Dúlóng, 独龙, 獨龍
    - Nu, Nù, 怒
      - Nusu, Nùsū, 怒 苏
      - Rouruo, Róuruò, 柔 若

### Kra-Dai
( Mogelijk de oude Baiyue 百越)
- Be
- Kra
  - Gelao, Gēlǎo, 仡佬
- Kam-Sui
  - Dong, Dòng, 侗
  - Sui, Shuǐ, 水
  - Maonan, Màonán, 毛南
  - Mulao/Mulam, Mùlǎo, 仫佬
- Hlai, Lí, 黎
- Tai
  - Zhuang (Vahcuengh), Zhuàng, 壮, 壯
    - Noordelijke Zhuang, Běibù Zhuàngyǔ, 北部 壮语, 北部 壯語
    - Zuidelijk Zhuang, Nánbù Zhuàngyǔ, 南部 壮语, 南部 壯語

  - Bouyei, Bùyī, 布依
  - Dai, Dǎi, 傣
    - Tai Lü taal, Dǎilèyǔ, 傣仂语, 傣仂語
    - Tai Nüa-taal, Déhóng Dǎiyǔ, 德宏 傣语, 德宏 傣語
    - Tai Dam-taal, Dǎinǎyǔ, 傣哪语; Dǎidānyǔ, 傣担语
    - Tai Ya taal, Dǎiyǎyǔ, 傣雅语
    - Tai Hongjin-taal, Hónghé Dǎiyǔ, 红金 傣语, 紅金 傣語

### Turkse talen
- Karluk
  - Oeigoers, Wéiwúěr, 维吾尔, 維吾爾
  - Äynu, Àinǔ, 艾努
  - Oezbeeks, Wūzībiékè, 乌孜别克, 烏茲別克
- Kypchak
  - Kazachs, Hāsàkè, 哈萨克, 哈薩克
  - Kirgizisch, Kēěrkèzī, 柯尔克孜, 柯爾克孜
  - Tataars, Tǎtǎěr, 塔塔尔, 塔塔爾
- Ogoezisch
  - Salar, Sǎlá, 撒拉
- Siberisch
  - Westelijke Yugur, Yùgù, 裕固
  - Fuyu-Kirgizisch, Fúyú Jí'ěrjísī, 扶餘 吉爾吉斯
  - Toevaans, túwǎ, 圖瓦
  - Oudoeigoers, Huíhú, 回鶻 (uitgestorven)
- Oud-Turks, Tūjué, 突厥 (uitgestorven)

### Mongoolse talen
- Mongools, Měnggǔ, 蒙古
- Oirat, wèilātè, 衛拉特
  - Torgut Oirat, tǔěrhùtè, 土爾扈特
- Boerjatisch, bùlǐyàtè, 布里亞特
- Daur, Dáwò'ěr, 达斡尔
- Zuidoost
  - Monguor, Tǔ [Zú], 土 [族]
    - Oost-Yugur, Yùgù, 裕固

  - Dongxiang, Dōngxiāng, 东乡, 東鄉
  - Bonan, Bǎoān, 保安
  - Kangjia, Kāngjiā, 康家语, 康加語
- Tuoba, Tuòbá, 拓跋 (uitgestorven)

Para-Mongools
- Kitan, Qìdān, 契丹 (uitgestorven)
- Tuyuhun, Tǔyùhún, 吐谷浑 (uitgestorven)

### Toengoezisch
- Zuidelijk
  - Mantsjoe, Mǎnzhōu/Mǎn, 满洲/满, 滿洲/滿
    - Jurchen, Nǚzhēn, 女真 (uitgestorven)

  - Xibe, Xībó, 锡伯, 錫伯
  - Nanai/Hezhen, Hèzhé, 赫哲
- Noordelijk
  - Evenki, Èwēnkè, 鄂温克
  - Oroqen, Èlúnchūn, 鄂伦春, 鄂倫春

### Koreaans
- Koreaans, Cháoxiǎn, 朝鲜, 朝鮮

### Hmong-Mien
( Mogelijk de oude Nánmán 南蛮, 南蠻)
- Hmong / Miao, Miáo, 苗
- Mien / Yao, Yáo, 瑶, 瑤
- Sje, Shē, 畲

### Austroaziatisch
- Palaung-Wa
  - Palaung/Blang, Bùlǎng, 布朗
  - De'ang, Déáng, 德昂
  - Wa, Wǎ, 佤
- Vietnamees/Kinh, Jīng, 京

### Austronesisch
- Formosaanse talen, Gāoshān, 高山
- Tsat, Huíhuī 回輝

### Indo-Europees
- Russisch, Éluósī, 俄罗斯, 俄羅斯
- Tochaars, tǔhuǒluó, 吐火羅 (uitgestorven)
- Hotanees, sāi, 塞 (uitgestorven)
- Pamiri, (verkeerd gelabeld als "Tadzjieks", Tǎjíkè, 塔吉克)
  - Sarikoli, sèlēikù'ěr, 色勒库尔
  - Wachi, wǎhǎn, 瓦罕
- Portugees (gesproken in Macau)
- Engels (gesproken in Hongkong)

### Jenisejisch
- Jie (Kjet), Jié, 羯 (uitgestorven)

### Niet geclassificeerd
- Ruan-ruan (Rouran), Rúrú, 蠕蠕 (uitgestorven)

### Mengtalen
- Wutun, Wǔtún, 五 屯 (Mongools-Tibetaanse mengtaal)
- Macanees, Tǔshēngpú,土生葡 (Portugese creool)